# Donaziano (nome)
Donaziano  è un nome proprio di persona italiano maschile.

## Varianti
- Femminili: Donaziana[1]

### Varianti in altre lingue
- Catalano: Donacià[2]
- Francese: Donatien[3]
  - Femminili: Donatienne[3]
- Inglese: Donatian
- Latino: Donatianus[2][3]
- Spagnolo: Donaciano[2]

## Origine e diffusione
Deriva dal latino Donatianus, a sua volta un patronimico del nome Donatus (e quindi "relativo a Donato", "discendente di Donato").

## Onomastico
L'onomastico si può festeggiare in memoria di più santi, alle date seguenti:
- 23 maggio, san Donaziano, martire a Cartagine[4]
- 24 maggio, san Donaziano, martire a Nantes con il fratello san Rogaziano[4][5]
- 31 maggio, san Donaziano, martire a Cirta in Numidia[4]
- 7 agosto, san Donaziano, vescovo di Châlons[4][5]
- 6 settembre, san Donaziano, vescovo africano, perseguitato sotto Unerico[2][4][5]
- 14 ottobre, san Donaziano, vescovo di Reims[4][5]

## Persone

### Variante Donatien
- Donatien, regista, attore e scenografo francese
- Donatien de Rochambeau, generale francese
- Donatien-Alphonse-François de Sade, noto come Marchese de Sade, scrittore, filosofo, drammaturgo, saggista, poeta, aristocratico e politico rivoluzionario francese
- Donatien Laurent, linguista ed etnomusicologo francese